# جیمز دین
جیمز بایرون دین (انگلیسی: James Byron Dean؛ ۸ فوریهٔ ۱۹۳۱ – ۳۰ سپتامبر ۱۹۵۵) بازیگر آمریکایی بود که پنج سال در این حرفه کار کرد. او نماد فرهنگی ازخودبیگانگی اجتماعی و سرخوردگی نوجوانی دانسته می‌شود، همان‌طور که در فیلم نامدار او، شورش بی‌دلیل (۱۹۵۵)، بیان شده‌است. دو فیلم دیگری که او را به شهرت رساند، شرق بهشت (۱۹۵۵) و غول (۱۹۵۶) بودند.
دین در ۳۰ سپتامبر ۱۹۵۵ در یک تصادف رانندگی درگذشت و برای شرق بهشت نخستین بازیگری شد که پس از مرگ نامزد جایزه اسکار بهترین بازیگر مرد می‌شود. او سال بعد دومین نامزدی اسکار خود را برای بازی در غول دریافت کرد و تنها بازیگری شد که پس از مرگش دو بار نامزدی بازیگری در اسکار را داشت. انستیتوی فیلم آمریکا در سال ۱۹۹۹ او را هجدهمین ستارهٔ سینمایی برتر در عصر طلایی هالیوود نامید.

## زندگی
جیمز بایرون دین در سال ۱۹۳۱ در ایندیانای آمریکا زاده شد. در ۱۸ سالگی به کالیفرنیا رفت و در رشته تئاتر دانشگاه یوسی‌ال‌ای به تحصیل پرداخت. نخستین نقش نمایشی را در ۱۹۵۰ بازی کرد و پس از آن به نیویورک رفت. نخستین بار در سال ۱۹۵۱ در فیلم ملوان برحذر بازی کرد. در سال ۱۹۵۵ اولین نقش مهم خود را در فیلم شرق بهشت (الیا کازان) ایفا کرد و سپس در فاصله چند ماه در دو فیلم غول (جورج استیونس) و شورش بی‌دلیل (نیکلاس ری) پشت سرهم بازی کرد. دین در ۳۰ سپتامبر ۱۹۵۵ در سن ۲۴ سالگی در تصادف رانندگی کشته شد.

## فیلم‌شناسی
| سال  | عنوان                 | نقش                    | کارگردان     | توضیح |
| ---- | --------------------- | ---------------------- | ------------ | --- |
| ۱۹۵۱ | سرنیزه‌های استوار      | Doggie                 | ساموئل فولر  | |
| ۱۹۵۲ | ملوان برحذر           | مربی بوکس              | هل واکر      | |
| ۱۹۵۲ | حد مکانی، آمریکا      | Copyboy                | ریچارد بروکس | |
| ۱۹۵۲ | کسی دختر مرا دیده؟    | Youth at Soda Fountain | داگلاس سیرک  | |
| ۱۹۵۳ | Trouble Along the Way | تماشاگر فوتبال         | مایکل کورتیز | |
| ۱۹۵۵ | شرق بهشت              | کال تراسک              | الیا کازان   | جایزه گلدن گلوب جایزه یوسی نامزدی – جایزه اسکار بهترین بازیگر نقش اول مرد نامزدی – جایزه بفتای بهترین بازیگر نقش اول مرد |
| ۱۹۵۵ | شورش بی‌دلیل           | جیم استارک             | نیکلاس ری    | نامزدی – جایزه بفتای بهترین بازیگر نقش اول مرد                                                                           |
| ۱۹۵۶ | غول                   | جت رینک                | جرج استیونز  | نامزدی – جایزه اسکار بهترین بازیگر نقش اول مرد                                                                           |

فیلم‌های دربارهٔ جیمز دین:
- داستان جیمز دین (۱۹۵۷، گردآوری پس از مرگ دین)[۵]
- جیمز دین (۲۰۰۱)
- زندگی (۲۰۱۵)

## سالشمار زندگی
| ماه        | سال  | شرح واقعه |
| ---------- | ---- | --- |
| ۸ فوریه    | ۱۹۳۱ | تولد جیمز دین با نام کامل «جمیز بارون دین» در ماریون ایندیانا از پدر و مادری به نام‌های میلرد و وینتون |
| سپتامبر    | ۱۹۳۶ | خانوادهٔ دین در غرب آمریکا ساکن می‌شوند. |
| ۱۴ آوریل   | ۱۹۴۰ | درگذشت مادر در چند ماه مانده به ۳۰امین سالگرد تولدش به خاطر سرطان رحم. |
| ۱۴ ژوئیه   | ۱۹۴۰ | میلرد مادر جیمز دین از بیماری سرطان رحم فوت می‌شود. |
| ۲۰ ژوئیه   | ۱۹۴۰ | جیمی به ایندیانا نزد خانوادهٔ پدریش برمی‌گردد. |
| ۶ آوریل    | ۱۹۴۹ | دین در دبیرستان، نقش پدربزرگ وندر هف را در نمایش نمی‌توانی با خودت ببری‌اش بازی می‌کند. |
| ۳۱ مه      | ۱۹۴۹ | جیمی با اتوبوس به کالیفرنیا می‌رود. |
|            | ۱۹۵۱ | اولین حضورش در تلویزیون در تبلیغ پپسی کولا در یک درام مذهبی تلویزیونی به نام تپهٔ شمارهٔ یک در نقش یکی از حواریون مسیح ظاهر شد. کمدی حواست باشه ملوان، فیلم کسی نامزد منو ندیده، نمایش بی‌بند و بار اثر آندره ژید و پلنگ را ببین |
| ژانویه     | ۱۹۵۱ | نخستین نقش حرفه‌ای بازیگری‌اش: جیمز در آگهی پپسی کولا می‌خواند. |
| ۲۵ مارس    | ۱۹۵۱ | نخستین نقش تلویزیونی دین: جان حواری در نمایش تپهٔ شمارهٔ یک |
| ۱۱ اوت     | ۱۹۵۱ | نخستین نقش سینمایی‌اش در فیلم سرنیزه‌ها. یک خط دیالوگ‌اش را بعداً موقع تدوین حذف می‌کنند. |
| مه         | ۱۹۵۲ | برای ورود به آکتورز استودیو امتحانی می‌گذراند. |
| ۳ دسامبر   | ۱۹۵۲ | نخستین نقش‌اش را در برادوی: پلنگ را ببین!، نمایشی که ۳ روز بیشتر بر روی صحنه نمی‌ماند. |
|            | ۱۹۵۳ | دین در تعدادی برنامهٔ تلویزیونی حضور می‌یابد. |
| ۹ فوریه    | ۱۹۵۴ | جیمی در برادوی، در نمایش بی‌بند و بارها بازی می‌کند. |
| ۶ مارس     | ۱۹۵۴ | نیویورک تایمز تیتر می‌زند: ستارهٔ بی‌بند و بارها برای بازی در شرق بهشت الیا کازان قرارداد امضا کرد. |
| ۷ آوریل    | ۱۹۵۴ | دین در ایفای نقش کَل ترسک در شرق بهشت، قراردادی با کمپانی برادران وارنر امضا می‌کند. |
| ۲۷ مه      | ۱۹۵۴ | فیلمبرداری شرق بهشت، در مندوچینو (ایالت کالیفرنیا)آغاز شد. |
| ۴ ژانویه   | ۱۹۵۵ | کمپانی برادران وارنر اعلام می‌کند که جیمز دیندر نقش جیم استارک در شورش بی‌دلیل بازی خواهد کرد. |
| ۷ مارس     | ۱۹۵۵ | سلسله عکس‌های مضمون‌وار دنیس استاک در مجله لایف تحت عنوان «ستارهٔ دمدمی مزاج» منتشر کرد. |
| ۲۱ مارس    | ۱۹۵۵ | مجلهٔ تایم، نقد مثبتی از شرق بهشت می‌نویسد و از هنرنمایی جیمز دین تعریف می‌کند. |
| ۳۰ مارس    | ۱۹۵۵ | آغاز فیلمبرداری شورش بی‌دلیل. |
| ۱ مه       | ۱۹۵۵ | دین در مسابقات اتومبیل‌رانی بیکرسفید شرکت می‌کند. |
| ۶ ژوئن     | ۱۹۵۵ | دین به مارفا در ایالت تگزاس می‌رود. به سایر بازیگران غول می‌پیوندد. |
| ۲۸ ژوئیه   | ۱۹۵۵ | در آگهی کمیتهٔ ملی ایمنی جاده‌ها بازی می‌کند و هشدار می‌دهد: «آهسته برانید، جانی که نجات می‌دهید شاید جان من باشد» |
| ۲۱ سپتامبر | ۱۹۵۵ | جیمی اتوموبیل پورشه‌ای می‌خرد و نامش را «حرامزادهٔ کوچک» می‌گذارد. |
| ۲۲ سپتامبر | ۱۹۵۵ | دین در صحنهٔ شام آخر غول بازی می‌کند. |
| ۳۰ سپتامبر | ۱۹۵۵ | جیمز دین در ۲۴ سالگی در حادثهٔ اتومبیلی در بزرگراه جانش را از دست می‌دهد. |
|            | ۲۰۰۵ | پنجاهمین سالگرد مرگ‌اش را در دنیا گرامی می‌دارند. |